# Rebell der Wüste
Rebell der Wüste (Originaltitel: Harem) ist ein zweiteiliger US-amerikanischer Fernsehfilm des Regisseurs William Hale aus dem Jahr 1986.

## Handlung
England, Anfang des 20. Jahrhunderts. Die junge englische Adelige Jessica Gray steht kurz vor ihrer Hochzeit mit ihrem Verlobten Charles, als dieser zu einer diplomatischen Mission nach Damaskus ins Osmanische Reich abgerufen wird. Um bei Charles zu sein reist Jessica zusammen mit ihm und ihrem Vater nach mit der Bagdad-Bahn bzw. Hedschasbahn nach Damaskus, als der Zug von Beduinen überfallen wird. Die Mitreisende Lady Ashley vermutet, dass die Beduinen in Wahrheit anatolische Revolutionäre sind, die Erfahrungen in Europa gesammelt haben und das autokratische Regime Sultan Hassans stürzen wollen (sie sind mit den Jungtürken gleichzusetzen). Die Beduinen nehmen einige hohe Soldaten fest und lassen den Zug weiterfahren. In Damaskus angekommen begibt sich Jessica auf eine Reise nach Palmyra, wo sie bei einem erneuten Beduinenüberfall entführt wird. Ihr Entführer Tarik erweist sich als einer der anatolischen Revolutionäre und bringt sie nach Konstantinopel, wo er sie für die Freilassung von zwanzig seiner gefangenen Männer an den Harem des Sultans übergibt. 
Jessicas Verlobter Charles engagiert Tarik Pasha, um sie wieder zu befreien, ohne zu wissen, dass der Mann sie entführt hat. Mittlerweile lernt Jessica ein neues Leben im Harem kennen und begegnet schließlich auch dem Sultan. Sie ist beeindruckt von ihm und beginnt ihn zu mögen, doch die einzige Ehefrau des Sultans hasst sie so sehr, dass sie Jessica ermorden lassen will.
Als ihr ehemaliger Entführer Tarik dann im Harem auftaucht, um sie zu befreien, erfährt sie schließlich, wie der Sultan das Volk unterdrückt. Sie beginnt Tariks Kampf gegen den Sultan zu verstehen und entschließt sich, ihm zu helfen.

## Produktion und Veröffentlichung
Der Film wurde 1986 von den Firmen Highgate Pictures und New World Television produziert. Regie führte William Hale und das Drehbuch schrieb Karol Ann Hoeffner. Die Musik komponierte John Scott und für die Kameraführung war Donald M. Morgan verantwortlich.
Der Film wurde erstmals am 9. Februar 1986 durch ABC in den USA ausgestrahlt. Später folgte eine Veröffentlichung durch Highlight Video sowie durch Transvídeo in Brasilien.

## Kritik
„Melodramatischer Abenteuerfilm mit allen Zutaten orientalischer Exotik, reproduziert für das amerikanische Fernsehen.“